# Brunnskär (södra Kökar, Åland)
Brunnskär är en ö i Åland (Finland). Den ligger i kommunen Kökar i den sydöstra delen av landskapet, 60 km öster om huvudstaden Mariehamn.